# Список станций Копенгагенского метрополитена
Это список станций копенгагенского метрополитена — системы линий метрополитена в Копенгагене (Дания).

## Действующие станции
По состоянию на 2010 год в Копенгагенском метрополитене, который входит в сеть общественного транспорта, обслуживающую Копенгагенскую агломерацию: коммуны Копенгаген, Фредериксберг и Торнбю, насчитывается 22 действующих станций метро на двух линиях (M1 и M2). Из них 9 станций являются подземными (3 станции мелкого заложения и 6 глубокого) и 11 станций — наземными или надземными (эстакада). 
| Станция                                                                 | Линия метро | Тип станции | Дата открытия    | Расположение (коммуна) | Транспортная зона |
| ----------------------------------------------------------------------- | ----------- | ----------- | ---------------- | ---------------------- | ----------------- |
| Амагербро (дат. Amagerbro Station)                                      | M2          | подземная   | 19 октября 2002  | Копенгаген             | 1                 |
| Амагер-Странд (дат. Amager Strand Station)                              | M2          | наземная    | 28 сентября 2007 | Копенгаген             | 3                 |
| Белла-Сентер                                                            | M1          | наземная    | 19 октября 2002  | Копенгаген             | 3                 |
| Ванлёсе                                                                 | M1 · M2     | наземная    | 12 октября 2003  | Копенгаген             | 2                 |
| Вестамагер                                                              | M1          | наземная    | 19 октября 2002  | Копенгаген             | 3                 |
| ДР-Бюэн (c 2002 по 2006: Universitetet)                                 | M1          | наземная    | 19 октября 2002  | Копенгаген             | 1/3               |
| Исландс-Брюгге                                                          | M1          | подземная   | 19 октября 2002  | Копенгаген             | 1                 |
| Каструп (дат. Kastrup Station)                                          | M2          | наземная    | 28 сентября 2007 | Торнбю                 | 4                 |
| Кёбенхаунс-Луфтхаун-Каструп (дат. Københavns Lufthavn, Kastrup Station) | M2          | наземная    | 28 сентября 2007 | Торнбю                 | 4                 |
| Конгенс-Нюторв                                                          | M1 · M2     | подземная   | 19 октября 2002  | Копенгаген             | 1                 |
| Кристиансхаун                                                           | M1 · M2     | подземная   | 19 октября 2002  | Копенгаген             | 1                 |
| Лерграуспаркен (дат. Lergravsparken Station)                            | M2          | подземная   | 19 октября 2002  | Копенгаген             | 1                 |
| Линдеванг                                                               | M1 · M2     | наземная    | 12 октября 2003  | Фредериксберг          | 2                 |
| Нёррепорт                                                               | M1 · M2     | подземная   | 19 октября 2002  | Копенгаген             | 1                 |
| Сундбю                                                                  | M1          | наземная    | 19 октября 2002  | Копенгаген             | 3                 |
| Фасанвай (c 2003 по 2006: Solbjerg)                                     | M1 · M2     | подземная   | 12 октября 2003  | Фредериксберг          | 2                 |
| Фемёрен (дат. Femøren Station)                                          | M2          | наземная    | 28 сентября 2007 | Копенгаген             | 3                 |
| Флинтхольм                                                              | M1 · M2     | наземная    | 24 января 2004   | Фредериксберг          | 2                 |
| Форум                                                                   | M1 · M2     | подземная   | 29 мая 2003      | Фредериксберг          | 1                 |
| Фредериксберг                                                           | M1 · M2     | подземная   | 29 мая 2003      | Фредериксберг          | 1/2               |
| Эрестад                                                                 | M1          | наземная    | 19 октября 2002  | Копенгаген             | 3                 |
| Эресунн (дат. Øresund Station)                                          | M2          | наземная    | 28 сентября 2007 | Копенгаген             | 3                 |

## Станции строящихся линий
В 2018 год планируется расширение Копенгагенского метрополитена, а именно открытие кольцевого маршрута с ещё двумя новыми линиями: M3 и M4. 1 июня 2007 года датским парламентом было практически единогласно принято решение о начале строительства. Проект получил название дат. Cityringen, и в августе того же года были начаты работы по геодезическому исследованию и проектированию. Маршрут будет иметь 17 подземных станций. Пересадка на существующие линии метро будет предусмотрена на станциях Конгенс-Нюторв и Фредериксберг. Введением новых линий в эксплуатацию планируется связать центр Копенгагена с железнодорожным вокзалом и районами, неохваченными электричками и метро.
| Станция                                                      | Линия метро       |
| ------------------------------------------------------------ | ----------------- |
| Аксель-Мёллерс-Хаве (дат. Aksel Møllers Have Station)        | M3                |
| Вибенсхус-Рунддель (дат. Vibenshus Runddel Station)          | M3 · M4           |
| Гаммель-Странн (дат. Gammel Strand Station)                  | M3 · M4           |
| Кёбенхаунс-Ховедбанегор                                      | M3 · M4           |
| Конгенс-Нюторв                                               | M1 · M2 · M3 · M4 |
| Марморкиркен (дат. Marmorkirken Station)                     | M3 · M4           |
| Нёрребро (дат. Nørrebro Station)                             | M3 · M4           |
| Нёрреброс-Рундель (дат. Nørrebros Runddel Station)           | M3                |
| Нуукс-Плас (дат. Nuuks Plads Station)                        | M3                |
| Поуль-Хеннингсенс-Плас (дат. Poul Henningsens Plads Station) | M3 · M4           |
| Родхуспласен (дат. Rådhuspladsen Station)                    | M3 · M4           |
| Скьёльс-Плас (дат. Skjolds Plads Station)                    | M3 · M4           |
| Трианглен (дат. Trianglen Station)                           | M3 · M4           |
| Фредериксберг                                                | M1 · M2 · M3      |
| Фредериксберг-Алле (дат. Frederiksberg Allé Station)         | M3                |
| Энгхаве-Плас (дат. Enghave Plads Station)                    | M3                |
| Эстерпорт (дат. Østerport Station)                           | M3 · M4           |